# Gypsy (Musical)
Gypsy ist der Titel eines Musicals, das 1959 erstmals am Broadway aufgeführt wurde. Die Liedtexte schrieb Stephen Sondheim, die Musik Jule Styne, das Buch Arthur Laurents, nach der Autobiografie Gypsy: A Memoir von Gypsy Rose Lee. Die Show wurde von David Merrick und Leland Hayward produziert, Jerome Robbins für die Regie und die Choreografie verpflichtet. Ursprünglich hätte Sondheim auch die Musik schreiben sollen, was aber am Einspruch der Hauptdarstellerin Ethel Merman scheiterte, die sich einen erfahreneren Komponisten wünschte. Das Musical war sehr erfolgreich und erlebte neben zahlreichen Wiederaufnahmen auch zwei Verfilmungen und erhielt zahlreiche Theaterpreise. Die Rolle der Mama Rose gilt als Herausforderung für Broadwaysängerinnen, sowohl gesanglich als auch schauspielerisch.

## Handlung
Die Handlung basiert auf dem Leben der Burlesque-Tänzerin und Stripperin Gypsy Rose Lee (Rose Louise Hovick, 1914–1970), konzentrierte sich aber, um dem Broadway-Star Ethel Merman eine geeignete Rolle zu liefern, auf ihre Mutter und deren Verhältnis zu Ruhm und Showbusiness. Die Szenerie beginnt in den 1920er Jahren: Rose versucht, ihre Töchter June und Louise in diversen Vaudeville-Shows zu Stars zu machen. Als June, die erfolgversprechendere der beiden Mädchen, sich nach Jahren aus der Bevormundung durch die dominante Mutter befreit und ihre eigenen Wege geht, konzentriert sich Rose vermehrt auf Louise. Da die Zeit der Vaudeville-Shows jedoch vorbei ist, landen sie in einem heruntergekommenen Burlesquetheater, wo Louise schließlich ihre Karriere als Stripperin Gypsy Rose Lee beginnt. Mit einer Aussprache zwischen Mutter und Tochter, in der Rose zugibt, ihre Töchter benutzt zu haben, um sich durch sie selbst wie ein Star zu fühlen, endet das Musical.

## Musiktitel
1. Akt
- Ouvertüre – Orchester
- May We Entertain You? – Baby June und Baby Louise
- Some People – Rose
- Some People (Reprise) – Rose
- Small World – Rose und Herbie
- Baby June and Her Newsboys – Baby June und Newsboys
- Mr. Goldstone, I Love You – Rose, Herbie, Ensemble
- Little Lamb – Louise
- You'll Never Get Away From Me – Rose und Herbie
- Dainty June and Her Farmboys – June und Farmboys
- Broadway – June und Farmboys
- If Momma Was Married – June und Louise
- All I Need is the Girl – Tulsa und Louise
- Everything's Coming up Roses – Rose

2. Akt
- Entr'acte – Orchester
- Madame Rose's Toreadorables – Louise, Rose und die Hollywood Blondes
- Together, Wherever We Go – Rose, Herbie und Louise
- You Gotta Get a Gimmick – Mazeppa, Electra und Tessie Tura
- Small World (Reprise) – Rose
- Let Me Entertain You – Louise
- Rose's Turn – Rose

## Aufführungen
- 21. Mai 1959 – 25. März 1961: Broadway Theatre, später Imperial Theatre, Broadway, New York City (mit Ethel Merman als Rose)
- 29. Mai 1973 – 2. März 1974: Piccadilly Theatre, West End, London (mit Angela Lansbury als Rose)
- 23. September 1974 – 4. Januar 1975: Winter Garden Theatre, Broadway, New York City (mit Angela Lansbury als Rose)
- 16. November 1989 – 28. Juli 1991: St. James Theatre (ab 18. April 1991 Marquis Theatre), Broadway, New York City (mit Tyne Daly als Rose)
- 1. Mai 2003 (Previews ab 31. März 2003) – 30. Mai 2004: Shubert Theatre, Broadway, New York City (mit Bernadette Peters als Rose)
- 27. März 2008 – 11. Januar 2009: St. James Theatre, Broadway, New York City (mit Patti LuPone als Rose)
- 15. April 2015 – 28. November 2015: Savoy Theatre, London (mit Imelda Staunton als Rose und Lara Pulver als Louise)
- Seit 19. Dezember 2024: Majestic Theatre (mit Audra McDonald als Rose und Joy Woods als Louise)

Weitere Aufführungen
- 1979: Deutsche Premiere in den Städtischen Bühnen Münster, in einer Fassung von Frank Thannhäuser und Iris Schumacher

## Verfilmungen
- 1962, Gypsy – Königin der Nacht mit Rosalind Russell, Natalie Wood und Karl Malden.
- 1993 Fernsehverfilmung mit Bette Midler, Cynthia Gibb und Peter Riegert.

## Tonträger
Zu allen Broadway-Aufführungen, der Londoner Produktion und beiden Verfilmungen wurden Aufnahmen veröffentlicht.